# 木山隆之
木山 隆之（きやま たかし、1972年2月18日 - ）は、兵庫県伊丹市出身の元サッカー選手、サッカー指導者である。選手時代のポジションはディフェンダー（DF）。

## 来歴
兵庫県立伊丹西高校、筑波大学では、いずれも主将を務めた。伊丹西は先代が全国経験があり県立にしては強豪校の一角で彼自身は全国大会には出れなかったが個人の評価は高くユース世代の代表には選ばれている（その評価で筑波大学推薦を勝ち取る）。因みに小中学校時代は共に伊丹市の「笹原」だが当時はMFでゲームメーカーだった。運と共に本人の実力もあり筑波大学在籍中にJリーグが開幕し大卒でプロの道に進む。1994年、大学の同期でセンターバックでコンビを組んだ辛島啓珠とともにガンバ大阪に入団。1年目から27試合に出場するが、その後は2度の怪我もあり出番が減少した。1998年にコンサドーレ札幌に移籍するがシーズン終了後に戦力外通告を受け、一時引退するものの、1999年シーズン途中に水戸ホーリーホックで現役復帰すると、守備陣の経験豊富なまとめ役として2002年までプレーした。
引退後は母校である筑波大学蹴球部の監督を経て、2005年からヴィッセル神戸ユースの監督に就任。2005年のJユースカップで神戸ユースを準優勝に導いた。
2008年からは古巣であるJ2・水戸の監督に就任。ちなみに、Jリーグ史上初の1970年代生まれの監督であり、併せてJリーグ史上最も若い監督となった。監督デビューとなった2008年3月9日のJ2第1節、対セレッソ大阪戦（笠松運動公園陸上競技場）で審判の判定に激高し退席処分を受けた。就任2年目の2009年には荒田智之、高崎寛之などを擁し、チーム創設以来初の勝ち越しを決める。2010年、契約満了により退任。2011年は清水エスパルスのヘッドコーチを務めた。
2012年のシーズンより、ジェフユナイテッド市原・千葉の監督に就任した。シーズンは5位に終わり自動昇格を逃し、この年より導入されたJ1昇格プレーオフでも、決勝まで進出したものの大分トリニータに惜敗し4年ぶりのJ1昇格を果たせなかった。この責任を取る形で11月28日に同シーズン限りでの退任が発表された。
2013年シーズンからはヴィッセル神戸のコーチを務める。
2014年12月、愛媛FCの監督に就任。シーズンは5位に終わりJ1昇格プレーオフでは、準決勝にセレッソ大阪に惜敗し初の決勝進出はならなかった。2016年シーズンをもって退任。
2016年11月29日、モンテディオ山形の監督就任。2019年には6位でJ1参入プレーオフに導くも、2回戦で徳島ヴォルティスに敗戦。シーズン終了後の12月11日、監督退任を発表。
2019年12月19日、2020年よりベガルタ仙台監督就任を発表。J1リーグ所属のチームを指揮するのはこれが初めてとなる。しかしチームは一時最下位となるなど低迷し、最終順位は17位だった（この年のレギュレーション上、降格無し）。2020年12月18日、仙台の監督を退任。
2021年9月28日、古巣ガンバ大阪のコーチに就任が発表された。
2021年12月14日、ファジアーノ岡山FCの監督に就任した。2022年には3位でJ1参入プレーオフに導くも、1回戦でモンテディオ山形に敗戦。2024年は5位となりJ1昇格プレーオフにて準決勝モンテディオ山形、決勝ベガルタ仙台に勝利し、岡山は初のJ1昇格、自身も5度目のプレーオフ挑戦で初めて昇格を勝ち取った。

## 所属クラブ
ユース経歴
- 1987年 - 1989年 兵庫県立伊丹西高等学校
- 1990年 - 1993年 筑波大学

プロ経歴
- 1994年 - 1997年  ガンバ大阪
- 1998年  コンサドーレ札幌
- 1999年5月 - 2002年  水戸ホーリーホック

## 個人成績
| 国内大会個人成績 | 国内大会個人成績 | 国内大会個人成績 | 国内大会個人成績 | 国内大会個人成績 | 国内大会個人成績 | 国内大会個人成績 | 国内大会個人成績 | 国内大会個人成績 | 国内大会個人成績 | 国内大会個人成績 | 国内大会個人成績 |
| 年度             | クラブ           | 背番号           | リーグ           | リーグ戦         | リーグ戦         | リーグ杯         | リーグ杯         | オープン杯       | オープン杯       | 期間通算         | 期間通算         |
| 年度             | クラブ           | 背番号           | リーグ           | 出場             | 得点             | 出場             | 得点             | 出場             | 得点             | 出場             | 得点             |
| 日本             | 日本             | 日本             | 日本             | リーグ戦         | リーグ戦         | リーグ杯         | リーグ杯         | 天皇杯           | 天皇杯           | 期間通算         | 期間通算         |
| ---------------- | ---------------- | ---------------- | ---------------- | ---------------- | ---------------- | ---------------- | ---------------- | ---------------- | ---------------- | ---------------- | ---------------- |
| 1994             | G大阪            | -                | J                | 27               | 1                | 3                | 0                | 4                | 0                | 34               | 1                |
| 1995             | G大阪            | -                | J                | 1                | 0                | -                | -                | 0                | 0                | 1                | 0                |
| 1996             | G大阪            | -                | J                | 12               | 0                | 0                | 0                | 2                | 0                | 14               | 0                |
| 1997             | G大阪            | 17               | J                | 10               | 0                | 5                | 0                | 0                | 0                | 15               | 0                |
| 1998             | 札幌             | 5                | J                | 16               | 0                | 1                | 0                | 1                | 0                | 18               | 0                |
| 1999             | 水戸             | 22               | JFL              | 15               | 0                | -                | -                | 3                | 0                | 18               | 0                |
| 2000             | 水戸             | 22               | J2               | 26               | 0                | 0                | 0                | 3                | 0                | 29               | 0                |
| 2001             | 水戸             | 22               | J2               | 27               | 0                | 0                | 0                | 3                | 0                | 30               | 0                |
| 2002             | 水戸             | 22               | J2               | 31               | 1                | -                | -                | 3                | 0                | 34               | 1                |
| 通算             | 日本             | 日本             | J1               | 66               | 1                | 9                | 0                | 7                | 0                | 82               | 1                |
| 通算             | 日本             | 日本             | J2               | 84               | 1                | 0                | 0                | 9                | 0                | 93               | 1                |
| 通算             | 日本             | 日本             | JFL              | 15               | 0                | -                | -                | 3                | 0                | 18               | 0                |
| 総通算           | 総通算           | 総通算           | 総通算           | 165              | 2                | 9                | 0                | 19               | 0                | 193              | 2                |

- Jリーグ初出場 - 1994年4月9日 1st第8節 vs鹿島アントラーズ（県立カシマサッカースタジアム）
- Jリーグ初得点 - 1994年6月11日 1st第21節 vs清水エスパルス（日本平スタジアム）

## タイトル

### 選手時代

#### クラブ
筑波大学
- 総理大臣杯全日本大学サッカートーナメント：1回（1992年）
- 関東大学サッカーリーグ戦1部：2回（1992年、1993年）

### 監督時代

#### 個人
- J2リーグ月間優秀監督賞：3回（2022年6月、2022年8月、2024年2・3月）

## 指導歴
- 2003年 - 2004年  筑波大学蹴球部：監督
- 2005年 - 2007年  ヴィッセル神戸ユース：監督
- 2008年 - 2010年  水戸ホーリーホック：監督
- 2011年  清水エスパルス：ヘッドコーチ
- 2012年  ジェフユナイテッド市原・千葉：監督
- 2013年 - 2014年  ヴィッセル神戸：コーチ
- 2015年 - 2016年  愛媛FC : 監督
- 2017年 - 2019年  モンテディオ山形：監督
- 2020年  ベガルタ仙台：監督
- 2021年9月 - 12月  ガンバ大阪：コーチ
- 2022年 -  ファジアーノ岡山FC：監督

## 監督成績
| 年度   | 所属   | クラブ | リーグ戦 | リーグ戦 | リーグ戦 | リーグ戦 | リーグ戦 | リーグ戦 | カップ戦         | カップ戦  |
| 年度   | 所属   | クラブ | 順位     | 勝点     | 試合     | 勝       | 分       | 敗       | Jリーグカップ    | 天皇杯    |
| ------ | ------ | ------ | -------- | -------- | -------- | -------- | -------- | -------- | ---------------- | --------- |
| 2008   | J2     | 水戸   | 11位     | 47       | 42       | 13       | 8        | 21       | -                | 4回戦     |
| 2009   | J2     | 水戸   | 8位      | 73       | 51       | 21       | 10       | 20       | -                | 2回戦     |
| 2010   | J2     | 水戸   | 16位     | 38       | 36       | 8        | 14       | 14       | -                | 3回戦     |
| 2012   | J2     | 千葉   | 5位      | 72       | 42       | 21       | 9        | 12       | -                | ベスト8   |
| 2015   | J2     | 愛媛   | 5位      | 65       | 42       | 19       | 8        | 15       | -                | 3回戦     |
| 2016   | J2     | 愛媛   | 10位     | 56       | 42       | 12       | 20       | 9        | -                | 3回戦     |
| 2017   | J2     | 山形   | 11位     | 59       | 42       | 14       | 17       | 11       | -                | 3回戦     |
| 2018   | J2     | 山形   | 12位     | 56       | 42       | 14       | 14       | 14       | -                | ベスト4   |
| 2019   | J2     | 山形   | 6位      | 70       | 42       | 20       | 10       | 12       | -                | 2回戦     |
| 2020   | J1     | 仙台   | 17位     | 28       | 34       | 6        | 10       | 18       | グループステージ | -         |
| 2022   | J2     | 岡山   | 3位      | 72       | 42       | 20       | 12       | 10       | -                | 2回戦     |
| 2023   | J2     | 岡山   | 10位     | 58       | 42       | 13       | 19       | 10       | -                | 3回戦     |
| 2024   | J2     | 岡山   | 5位      | 65       | 38       | 17       | 14       | 7        | 2回戦敗退        | 2回戦敗退 |
| J1通算 | J1通算 | J1通算 | -        | -        | 34       | 6        | 10       | 18       | -                | -         |
| J2通算 | J2通算 | J2通算 | -        | -        | 503      | 192      | 155      | 155      | -                | -         |